# Miss World kontinentális győztesek listája
Azon nők listája, akik elnyerték az 1951-ben indult Miss World nemzetközi szépségverseny Continental Queen of Beauty azaz kontinentális szépségkirálynő címét.
A díjat 1981-ben hozták létre, azóta több átalakuláson ment keresztül: egyes kontinenseket és nagyobb földrajzi területeket hol összevontak, hol külön bontottak. Jelenleg 5 díjat osztanak ki: Americas (Amerika), Africa (Afrika), Asia-Pacific (Ázsia és a Csendes-óceáni térség), Carribbean (Karibi térség) és Europe (Európa).
Mióta a díjat bevezették, a verseny végső győztese mindig a kontinentális győztesek közül kerül ki. A díjak elnyerőit a televíziókban világszerte közvetített döntőn jelentik be. A listákban a *-al megjelölt személyek nyerték az adott évben a Miss World címet.

## 1981-1988
| Év   | Amerika                                    | Afrika                          | Ázsia                              | Európa                                | Óceánia                            |
| ---- | ------------------------------------------ | ------------------------------- | ---------------------------------- | ------------------------------------- | ---------------------------------- |
| 1981 | Venezuela · Pilín León*                    | Zimbabwe · Juliet Nyathi        | Japán · Naomi Kishi                | Egyesült Királyság · Michele Donnelly | Ausztrália · Melissa Hannan        |
| 1982 | Dominikai Köztársaság · Mariasela Álvarez* | Zimbabwe · Caroline Murinda     | Fülöp-szigetek · Sara-Jane Areza   | Finnország · Sari Aspholm             | Ausztrália · Catherine Morris      |
| 1983 | Kolumbia · Rocío Isabel · Luna Flórez      | Libéria · Annie Broderick       | Izrael · Yi'fat Schechter          | Egyesült Királyság · Sarah-Jane Hutt* | Ausztrália · Tanya Bowe            |
| 1984 | Venezuela · Astrid Carolina Herrera*       | Kenya · Khadija Adam Ismail     | Izrael · Iris Louk                 | Egyesült Királyság · Vivienne Rooke   | Ausztrália · Lou-Anne Ronchi       |
| 1985 | USA · Brenda Denton                        | Zaire · Kayonga Mureka Tete     | Izrael · Maja Wechtenhaim          | Izland · Hólmfríður Karlsdóttir*      | Új-Zéland · Sheri Anastasia Burrow |
| 1986 | Trinidad és Tobago · Giselle Laronde*      | Szváziföld · Ilana Faye Lapidos | Fülöp-szigetek · Sherry Rose Byrne | Dánia · Pia Rosenberg Larsen          | Új-Zéland · Lynda Marie McManus    |
| 1987 | Venezuela · Albany Lozada                  | Nigéria · Mary Bienoseh         | Hongkong · Pauline Yeung           | Ausztria · Ulla Weigerstorfer*        | Guam · Francel Caracol             |
| 1988 | Venezuela · Emma Rabbe                     | Kenya · Dianna Naylor           | Dél-Korea · Choi Yeon-hee          | Izland · Linda Pétursdóttir*          | Ausztrália · Catherine Bushell     |

## 1989
| Év   | Amerika                | Afrika                               | Ázsia                          | Óceánia                      | Karib-térség                            | Európa                           |
| ---- | ---------------------- | ------------------------------------ | ------------------------------ | ---------------------------- | --------------------------------------- | -------------------------------- |
| 1989 | Kanada · Leanne Caputo | Mauritius · Jeanne-Françoise Clement | Thaiföld · Prathumrat Woramali | Ausztrália · Natalie McCurry | Amerikai Virgin-szigetek · Vania Thomas | Lengyelország · Aneta Kręglicka* |

## 1990-2004
| Év   | Amerika                            | Afrika                                          | Ázsia és Óceánia                           | Karib-térség                         | Európa                             |
| ---- | ---------------------------------- | ----------------------------------------------- | ------------------------------------------ | ------------------------------------ | ---------------------------------- |
| 1990 | USA · Gina Marie Tolleson*         | Kenya · Aisha Lieberg                           | Új-Zéland · Adele Valerie Kenny            | Jamaica · Erica Aquart               | Írország · Siobhan McClafferty     |
| 1991 | Venezuela · Ninibeth Leal*         | Dél-afrikai Köztársaság · Diana Tilden-Davis    | Ausztrália · Leanne Buckle                 | Jamaica · Sandra Foster              | Törökország · Dilek Koruyan        |
| 1992 | Venezuela · Francis Gago           | Dél-afrikai Köztársaság · Amy Kleinhans         | Thaiföld · Metinee Kingpayome              | Bahama-szigetek · Jody Barbara Weech | Oroszország · Julia Kourotchkina*  |
| 1993 | Venezuela · Mónica Lei Scaccia     | Dél-afrikai Köztársaság · Palesa Mofokeng       | Fülöp-szigetek · Sharmaine Ruffa Gutierrez | Jamaica · Lisa Hanna*                | Horvátország · Fani Čapalija       |
| 1994 | Venezuela · Irene Ferreira         | Dél-afrikai Köztársaság · Basetsane Makgalemele | India · Aishwarya Rai*                     | Kajmán-szigetek · Anita Lilly Bush   | Horvátország · Branka Bebić        |
| 1995 | Venezuela · Jacqueline Aguilera* · | Dél-afrikai Köztársaság · Bernelee Daniell      | Dél-Korea · Choi Yoon-young                | Trinidad és Tobago · Michelle Khan   | Horvátország · Anica Martinović    |
| 1996 | Kolumbia · Carolina Arango         | Dél-afrikai Köztársaság · Peggy-Sue Khumalo     | India · Rani Jeyraj                        | Aruba · Afranina Henríquez           | Görögország · Irene Skliva*        |
| 1997 | USA · Sallie Toussaint             | Dél-afrikai Köztársaság · Jessica Motaung       | India · Diana Hayden*                      | Jamaica · Michelle Moodie            | Törökország · Çağla Şikel          |
| 1998 | Chile · Daniella Campos            | Dél-afrikai Köztársaság · Kerishnie Naicker     | Malajzia · Lina Teoh                       | Jamaica · Christine Straw            | Izrael · Linor Abardzsil*          |
| 1999 | Venezuela · Martina Thorogood      | Dél-afrikai Köztársaság · Sonia Raciti          | India · Yukta Mookhey*                     | Jamaica · Desiree Depass             | Izrael · Jenny Chervoney           |
| 2000 | Uruguay · Katja Thomsen            | Kenya · Yolanda Masinde                         | India · Priyanka Chopra*                   | Curaçao · Jozaine Wall               | Olaszország · Giorgia Palmas       |
| 2001 | Nicaragua · Ligia Argüello         | Nigéria · Agbani Darego*                        | Kína · Bing Li                             | Aruba · Zizi Lee                     | Skócia · Juliet-Jane Horne         |
| 2002 | Kolumbia · Natalia Peralta         | Nigéria · Chinenye Ochuba                       | Kína · Wu Ying-Na                          | Aruba · Rachelle Oduber              | Törökország · Azra Akın*           |
| 2003 | Kanada · Nazanin Afshin-Jam        | Etiópia · Hayat Ahmed Mohammed                  | Kína · Guan Qi                             | Jamaica · Jade Fulford               | Írország · Rosanna Davison*        |
| 2004 | Peru · María Julia Mantilla*       | Nigéria · Anita Uwagbale                        | Fülöp-szigetek · Maria Karla Bautista      | Dominikai Köztársaság · Claudia Cruz | Lengyelország · Katarzyna Borowicz |

## 2005-2006
| Év   | Amerika                | Afrika                       | Ázsia-Csendes-óceán           | Karib-térség                      | Észak-Európa                         | Dél-Európa                   |
| ---- | ---------------------- | ---------------------------- | ----------------------------- | --------------------------------- | ------------------------------------ | ---------------------------- |
| 2005 | Mexikó · Dafne Molina  | Tanzánia · Nancy Sumari      | Dél-Korea · Oh Eun-young      | Puerto Rico · Ingrid Marie Rivera | Izland · Unnur Birna Vilhjálmsdóttir | Olaszország · Sofia Bruscoli |
| 2006 | Brazília · Jane Borges | Angola · Stiviandra Oliveira | Ausztrália · Sabrina Houssami | Jamaica · Sara Lawrence           | Csehország · Taťána Kuchařová*       | Románia · Ioana Boitor       |

## 2007-napjainkig
| Év   | Amerika                                   | Afrika                                    | Ázsia-Csendes-óceán                     | Karib-térség                           | Európa                          |
| ---- | ----------------------------------------- | ----------------------------------------- | --------------------------------------- | -------------------------------------- | ------------------------------- |
| 2007 | Mexikó · Carolina Morán                   | Angola · Micaela Reis                     | Kína · Zhang Zilin*                     | Trinidad és Tobago · Valene Maharaj    | Svédország · Annie Oliv         |
| 2008 | Venezuela · Hannelly Quintero             | Angola · Brigith dos Santos               | India · Parvathy Omanakuttan            | Trinidad és Tobago · Gabrielle Walcott | Oroszország · Ksenia Sukhinova* |
| 2009 | Mexikó · Perla Beltrán                    | Dél-afrikai Köztársaság · Tatum Keshwar   | Vietnám · Tran Thi Huong Giang          | Ingrid Littré                          | Gibraltár · Kaiane Aldorino*    |
| 2010 | USA · Alexandria Mills*                   | Botswana · Emma Wareus                    | Kína · Xiao Tang                        | Saint Lucia · Aiasha Gustave           | Írország · Emma Britt Waldron   |
| 2011 | Venezuela · Ivian Sarcos*                 | Dél-afrikai Köztársaság · Bokang Montjane | Fülöp-szigetek · Gwendoline Ramos Ruais | Puerto Rico · Amanda Villanova         | Anglia · Alize Lily Mounter     |
| 2012 | Brazília · Mariana Notarangelo de Fonseca | Dél-Szudán · Atong Ajak Demach            | Kína · Wen Xia Yu*                      | Jamaica · Deanna Robins                | Wales · Sophie Elizabeth Moulds |

## Kontinentális győztesek éremtáblázata
| Ország                   | Címek száma | Kontinens                                    | Nyertes évek                                                     |
| ------------------------ | ----------- | -------------------------------------------- | ---------------------------------------------------------------- |
| Venezuela                | 11          | Amerika                                      | 1981, 1984, 1987, 1988, 1991, 1992, 1993, 1994, 1995, 1999, 2008 |
| Dél-Afrika               | 10          | Afrika                                       | 1991, 1992, 1993, 1994, 1995, 1996, 1997, 1998, 1999, 2009       |
| Ausztrália               | 8           | Ázsia és Óceánia Ázsia-Csendes-óceán Óceánia | 1991 2006 1981, 1982, 1983, 1984, 1988, 1989                     |
| Jamaica                  | 8           | Karib-térség                                 | 1990, 1991, 1993, 1997, 1998, 1999, 2003, 2006                   |
| India                    | 6           | Ázsia és Óceánia                             | 1994, 1995, 1997, 1999, 2000, 2008                               |
| Izrael                   | 5           | Európa Ázsia                                 | 1998, 1999 1983, 1984, 1985                                      |
| Kína                     | 5           | Ázsia és Óceánia                             | 2001, 2002, 2003, 2007, 2010                                     |
| Fülöp-szigetek           | 4           | Ázsia és Óceánia Ázsia                       | 1993, 2004 1982, 1986                                            |
| Kenya                    | 4           | Afrika                                       | 1984, 1988, 1990, 2000                                           |
| Nigéria                  | 4           | Afrika                                       | 1987, 2001, 2002, 2004                                           |
| Trinidad és Tobago       | 4           | Amerika Karib-térség                         | 1986 1995, 2007, 2008                                            |
| USA                      | 4           | Amerika                                      | 1985, 1990, 1997, 2010                                           |
| Aruba                    | 3           | Karib-térség                                 | 1996, 2001, 2002                                                 |
| Kolumbia                 | 3           | Amerika                                      | 1983, 1996, 2002                                                 |
| Horvátország             | 3           | Európa                                       | 1993, 1994, 1995                                                 |
| Izland                   | 3           | Európa Észak-Európa                          | 1985, 1988 2005                                                  |
| Új-Zéland                | 3           | Óceánia Ázsia és Óceánia                     | 1985, 1986 1990                                                  |
| Korea                    | 3           | Ázsia Ázsia és Óceánia Ázsia-Csendes-óceán   | 1988 1995 2005                                                   |
| Mexikó                   | 3           | Amerika                                      | 2005, 2007, 2009                                                 |
| Törökország              | 3           | Európa                                       | 1991, 1997, 2002                                                 |
| Nagy-Britannia           | 3           | Európa                                       | 1981, 1983, 1984                                                 |
| Angola                   | 3           | Afrika                                       | 2006, 2007, 2008                                                 |
| Írország                 | 3           | Európa                                       | 1990, 2003, 2010                                                 |
| Peru                     | 2           | Amerika                                      | 1967, 2004                                                       |
| Kanada                   | 2           | Amerika                                      | 1989, 2003                                                       |
| Dominikai Köztársaság    | 2           | Amerika Karib-térség                         | 1982 2004                                                        |
| Olaszország              | 2           | Európa Dél-Európa                            | 2000 2005                                                        |
| Lengyelország            | 2           | Európa                                       | 1989, 2004                                                       |
| Oroszország              | 2           | Európa                                       | 1992, 2008                                                       |
| Thaiföld                 | 2           | Ázsia Ázsia és Óceánia                       | 1989 1992                                                        |
| Zimbabwe                 | 2           | Afrika                                       | 1981, 1982                                                       |
| Ausztria                 | 1           | Európa                                       | 1987                                                             |
| Bahama-szigetek          | 1           | Karib-térség                                 | 1992                                                             |
| Botswana                 | 1           | Afrika                                       | 2010                                                             |
| Kajmán-szigetek          | 1           | Karib-térség                                 | 1994                                                             |
| Chile                    | 1           | Amerika                                      | 1998                                                             |
| Curaçao                  | 1           | Karib-térség                                 | 2000                                                             |
| Csehország               | 1           | Észak-Európa                                 | 2006                                                             |
| Dánia                    | 1           | Európa                                       | 1986                                                             |
| Etiópia                  | 1           | Afrika                                       | 2003                                                             |
| Finnország               | 1           | Európa                                       | 1982                                                             |
| Gibraltár                | 1           | Európa                                       | 2009                                                             |
| Görögország              | 1           | Európa                                       | 1986                                                             |
| Guam                     | 1           | Óceánia                                      | 1987                                                             |
| Hong Kong                | 1           | Ázsia                                        | 1987                                                             |
| Japán                    | 1           | Ázsia                                        | 1981                                                             |
| Libéria                  | 1           | Afrika                                       | 1983                                                             |
| Malajzia                 | 1           | Ázsia és Óceánia                             | 1998                                                             |
| Martinique               | 1           | Karib-térség                                 | 2009                                                             |
| Mauritius                | 1           | Afrika                                       | 1989                                                             |
| Nicaragua                | 1           | Amerika                                      | 2001                                                             |
| Puerto Rico              | 1           | Karib-térség                                 | 2005                                                             |
| Románia                  | 1           | Dél-Európa                                   | 2006                                                             |
| Saint Lucia              | 1           | Karib-térség                                 | 2010                                                             |
| Skócia                   | 1           | Európa                                       | 2001                                                             |
| Svédország               | 1           | Európa                                       | 2007                                                             |
| Szváziföld               | 1           | Afrika                                       | 1986                                                             |
| Amerikai Virgin-szigetek | 1           | Karib-térség                                 | 1989                                                             |
| Uruguay                  | 1           | Amerika                                      | 2000                                                             |
| Vietnam                  | 1           | Ázsia és Óceánia                             | 2009                                                             |
| Zaire                    | 1           | Afrika                                       | 1985                                                             |

## Fordítás
- Ez a szócikk részben vagy egészben  a   List of Miss World Continental Queen of Beauty winners című angol Wikipédia-szócikk fordításán alapul.  Az eredeti cikk szerkesztőit annak laptörténete sorolja fel. Ez a jelzés csupán a megfogalmazás eredetét és a szerzői jogokat jelzi, nem szolgál a cikkben szereplő információk forrásmegjelöléseként.

## Külső hivatkozások
- Miss World hivatalos honlap
- GlobalBeauties.com
- Pageantopolis.com
- CriticalBeauty.com